# Венелин Шурелов
Венелин Шурѐлов е български художник и автор на добилия широка популярност проект „Един човек“. В неговата художествена практика са преплетени различни дигитални медии, интерактивен пърформанс и инсталация, театрални практики, улични акции, видеоарт и видеоинсталация, рисунка и теория на изкуството. Реализира множество сценични проекти, самостоятелни изложби и участия в общи изложби и фестивали в България, Европа и САЩ.

## Детство и образование
Венелин Шурéлов е роден на 3 юли 1977 г. в Бургас. Завършва Средно специално училище за приложни изкуства в Трявна. По-късно се дипломира в Национална художествена академия със специалност „Сценография“ и получава магистърска степен „Мултимедийна сценография“. През 2009 г. защитава докторска степен. От 1998 г. живее и работи в София.

## Професионален опит
Шурéлов е професор  и преподавател в Национална художествена академия (НХА) от 2008 г. Той е съосновател и ръководител на магистърска програма „Дигитални изкуства“ (от 2008 г.) в НХА. Преподава в магистърските програми „Дигитални изкуства“, „Модерно и съвременно изкуство“, „Арттерапия“ и „Фотография“. Съосновател, част от кураторския екип и технически организатор на ДА Фест, Международен фестивал за дигитално изкуство, София (2009-до момента).
Съосновател на Фондация ДА ЛАБ. (2018-до момента) Основател на „Subhuman Theatre“ (от 2004 г.) и международната арт група „Via Pontica“ (2002 – 2005).
Венелин Шурéлов е от изявените български сценографи. Дебютира на професионална сцена през 2001 г. като сценограф и костюмограф на представлението „Кървава сватба“ от Федерико Гарсия Лорка, ДТ Благоевград, режисьор Крум Филипов. Работи с режисьорите Иван Добчев, Петринел Гочев, Стилиян Петров, Петър Кауков, Десислава Шпатова, Веселин Димов, Боян Иванов, Явор Гърдев, Крис Шарков, Владимир Люцканов, Стоян Радев, Рози Улрих, Галин Стоев, Макс Шумахер, Боряна Сечанова, Николай Поляков. Реализира над 70 сценографски проекта.

## Професионална дейност
- Идея и реализация на музейна експозиция „Ченгене скеле“, Рибарско селище, Бургас, 2021 г.[23][24][25][26]
- Идея и реализация на музейна експозиция „Авиомузей Бургас“, 2016 г.[27][28][29]
- Идея и реализация на музейна експозиция на остров Св. Анастасия, 2005 г.
- Автор и ръководител на проект „Абецедариум Булгарикум“ за визуалното решение на сградите на ЕС в Брюксел по повод българското европредседателство, 2018 г.[30][31]
- Автор на визуалната идентичност на Международен театрален фестивал „Варненско лято“ (2011 –)[32]
- Художник на списание за театър „HOMO LUDENS“[33][34]
- Част от проекта Black/North SEAS организиран от Intercult.[35]
- Участник в „AGORAFOLLY“, част от „Европалия 2007“ с инсталацията „Нечовешко любопитство“.
- Столица на книгата Любляна, с ленд арт инсталацията „Лабиринт“.[36]
- Художник в Театрална Работилница „Сфумато“ (2005 – 2011)
- Член на съюза на българските художници (СБХ) (2010 –)
- Член на Сценографската гилдия към Съюза на артистите в България (САБ) (2008 –)

## Авторски проекти
Венелин Шурéлов е автор на различни интерактивни инсталации/пърформанси, някои от които са „Машина за рисуване“ (2005), „Фантомат“ (2008), „Ортомен“ (2009), „Tabula Rasa“ (2010), кибер лекцията „Man Ex Machina“ (2011), „Shooting Gallery“ (2012), „Ротор“ (2016) – представен в Арс Електроника Център, Линц. През 2016 г. режисира пърформанс/инсталацията „Post-Everything”, като гост-лектор в университета „Тоусън“, Балтимор, САЩ. През 2020 – 2022 г. реализира интерактивната инсталация в публично пространство Един човек – Urban Electronic Corpus, по Програма „Навън“, на Столична община.
В своите произведения Шурелов поставя специален акцент върху човешкото тяло като средство за изразяване. В повечето случаи използва собственото си тяло като материал за експерименти, мутации и трансформации, като ритуализиран личен опит. Характерно е „вграждането“ на собственото му тяло в различни съоръжения, конструкции, механизми.

## „SubHuman Theatre“
SubHuman Theatre (произношение: Събхюмън тиътър, от англ. Театър на нечовешкото) е основан през 2004 г. от Венелин Шурéлов. SubHuman Theatre е неформална, псевдотеатрална структура, чиято същност е комбинация от социална рефлексия и емпатия. Авторското намерение е за изграждане на съвременна митология като сбор от актуално и епохално, мит и логос, приказно и критическо. SubHuman Theatre се проявява като субпродукт на социалната, политическа, икономическа и културна ситуация. В такава идейна рамка Венелин Шурéлов изследва междинни състояния на човешкото тяло, с подчертан интерес върху неговото маргинализиране. Авторът изгражда нови създания, които нарича културологични актьори, в пресечната точка между човека и технологията.

## „Един човек“
„Един човек :: Urban Electronic Corpus“ е процес-ориентирана интерактивна инсталация, пилотен проект за Програма „Навън“ на Столична община за подкрепа на временни художествени произведения в градска среда – Площадка „Мавзолей“, ул. „Княз Ал. Батенберг I“, София, България. Проектът представлява 13-метрова човекоподобна фигура с двустранно разположени 42 ЛЕД екрана върху 8-тонната метална конструкция.
„Един човек :: Urban Electronic Corpus“ е жива система, образуваща колективно тяло в процеса на постоянна самоактуализация. Компютърен алгоритъм съчетава видео наблюдение и анализ на данни. Електронното тяло излъчва динамично визуално съдържание, генерирано чрез специално разработен компютърен алгоритъм, който съчетава видеонаблюдение, анализ на данни и генериран от AI текст. Връзката с хората, околната среда и информационния поток е следствие от симбиозата човек-компютър, която не се основава само на избора, но и на съвместното съществуване. „Един човек“ е безмилостно огледало, което представя обществото като гигантска, взаимосвързана жива система, предназначена да улеснява обединяването и общуването в цялото.
Проектът е реализиран и администриран от Фондация ДА ЛАБ. Продължителност на публично представяне от 06. 11. 2020 до 01. 05. 2022.

## Награди и номинации
- 2019 – Почетен знак „Златен век“ – печат на Цар Симеон Велики – Златен, Министерство на Културата[56]
- 2019 – Награда на Столичната община за ярки постижения в областта на културата. Награда за съвременни перформативни и мултижанрови изкуства.[57]
- 2019 – Номинация „Аскеер“ за сценография на спектакъла „Опит за летене“, НТ „И. Вазов“, режисьор Стоян Радев[58]
- 2017 – Номинация „Икар“ в категория Съвременен танц и пърформанс за пърформанс-инсталация „Ротор“[59]
- 2016 – Награда „Нови имена“ Малък сезон – 2016, ТР Сфумато
- 2016 – 40 до 40, годишна класация на Дарик радио за най-влиятелните млади хора[60]
- 2015 – Номинация за Театралната награда на Кьолн за представлението „Merry go Round“
- 2014 – Номинация „Аскеер“ за сценография на „Канкун“ от Ж. Галсеран, ДТ Ст. Бъчваров; режисьор Стилиян Петров
- 2014 – Награда „Икар“ за сценография на „Канкун“ от Ж. Галсеран, ДТ Ст. Бъчваров; режисьор Стилиян Петров [https://nha.bg/bg/novina/gl-as-d-r-venelin-shurelov-s-nagrada-ikar]
- 2013 – Награда „Аскеер“ за сценография на Хамлет от У. Шекспир, НТ „И. Вазов“, режисьор Явор Гърдев (Съвместно с Никола Тороманов и Даниела Олег Ляхова)[61]
- 2013 – Награда „Икар“ за сценография на Хамлет от У. Шекспир, НТ „И. Вазов“, режисьор Явор Гърдев (Съвместно с Никола Тороманов и Даниела Олег Ляхова)[62]
- 2011 – Награда за съвременни графични техники от Конкурс за млади художници, критици и куратори на Международна фондация „Св. Св. Кирил и Методий“[63]
- 2011 – Награда за иновативно визуално решение за представлението „Приказка“, ТР СФУМАТО и Сдружение „Устана“ – Фестивал „Златната завеса“, Търговище
- 2010 – Първа награда за сценография за представлението „Нирвана“ на Драматично-куклен театър „Константин Величков“, Пазарджик – Национален фестивал на малките театрални форми, Враца[64]
- 2010 – Награда за сценография за „Нирвана“ – Международен фестивал „Друмеви театрални празници“, Шумен[65]
- 2009 – Номинация „Аскеер“ за сценография на спектакъла „Родилно петно“, Сфумато
- 2009 – Награда на М-тел за съвременно българско изкуство, Пристанище Варна[66]
- 2009 – Награда на публиката на изложбата „М-тел награди за съвременно българско изкуство“, Пристанище Варна[67]
- 2007 – Диплом за най-добро сценографско решение за представлението „Рогодзен“ на XXVII Международен Фестивал ВГИК, Москва
- 2005 – V Салон в Галерия за съвременно изкуство, Панчево, Сърбия
- 1996 – Специалната награда на Министерство на културата на XIV Международно биенале – Габрово

## Публикации
- „Боди хакинг – argumentum ad hominem“[68] в юбилеен брой, 2021 г. на електронно списание „Изкуство & критика“, издание на Национална художествена академия
- „Един човек – видеограф“[69], Култура, портал за култура, изкуство, общество
- „Дейтафицирана интеракция“[70], в брой 1/2020 на електронно списание „Изкуство & критика“, издание на Национална художествена академия
- „Разрязаното тяло“[71], в брой 13/2007 на списание за тетър „Homo Ludens“